# .sm
.sm — в Інтернеті, національний домен верхнього рівня (ccTLD) для Сан-Марино.